# ألبرت سومرز
ألبرت سومرز (بالإنجليزية: Albert Sommers)‏ هو سياسي أمريكي، ولد في 27 مايو 1959. نشط حزبياً في الحزب الجمهوري. وقد انتخب عضو مجلس نواب وايومنغ.